# Altopiano dell'Aldan
L'altopiano dell'Aldan (in russo Алданское нагорье?) è una regione di alteterre della Siberia Orientale facente parte, a livello amministrativo, della Repubblica russa di Sacha-Jakuzia. A livello geografico è delimitato, a ovest dal fiume Olëkma, a nord dal corso del fiume Aldan, a est dal fiume Učur (affluente di destra dell'Aldan) e a sud dai monti Stanovoj che lo dividono dalla piana alluvionale del fiume Amur.
Ha una quota media intorno agli 800-1 000 metri s.l.m., su cui si elevano le creste occidentali Jangi occidentale, Sunnagyn e Ket-Kap (1 400-2 000 m), raggiungendo un massimo di 2 306 m. Sugli Stanovoj corre la linea di displuvio tra il bacino idrografico del Lena (che sfocia nel mare glaciale artico) e dell'Amur (che sfocia a oriente nel mare di Ochotsk); pertanto, tutti fiumi che attraversano l'altopiano, come il Gonam e il Timpton, sono diretti verso nord.
L'altopiano è composto principalmente da gneiss e scisti cristallini dello scudo dell'Aldan. Sul territorio degli altopiani sono stati rinvenuti giacimenti di rame, oro, carbone, mica e minerali ferrosi.
Il bioma prevalente è quello di foresta boreale - costituito da conifere come abeti, larici e pini - che si alterna, alle altitudini meno elevate, con quello della tundra pietrosa. Il clima è nettamente continentale, con inverni freddi con poca neve ed estati fresche.
I principali centri urbani sono Nerjungri, Aldan e Čul'man.